# Liste der Biografien/Biy
Liste der Biografien |
Portal Biografien |
Personensuche
# |
A |
B |
C |
D |
E |
F |
G |
H |
I |
J |
K |
L |
M |
N |
O |
P |
Q |
R |
S |
T |
U |
V |
W |
X |
Y |
Z |
?
 
Ba |
Be |
Bd |
Bg |
Bh |
Bi |
Bj |
Bl |
Bm |
Bn |
Bo |
Br |
Bs |
Bu |
Bw |
By |
Bz
 
Bia–Bid |
Bie |
Bif–Bim |
Bin |
Bio |
Bip |
Bir |
Bis |
Bit |
Biu |
Biv |
Biw |
Bix |
Biy |
Biz
Die Liste der Biografien führt alle Personen auf, die in der deutschsprachigen Wikipedia einen Artikel haben. Dieses ist eine Teilliste mit 18 Einträgen von Personen, deren Namen mit den Buchstaben „Biy“ beginnt.

## Biy

### Biya
- Biya, Brenda (* 1997), kamerunische Aktivistin, Rapperin und Unternehmerin
- Biya, Chantal (* 1970), kamerunische Ehepartnerin des zweiten Präsidenten
- Biya, Jeanne-Irène (1935–1992), erste Ehefrau von Paul Biya (seit 1982 Präsident Kameruns)
- Biya, Paul (* 1933), kamerunischer Politiker, Präsident und Premierminister (1975–1982) von KamerunPaul Biya (* 1933)

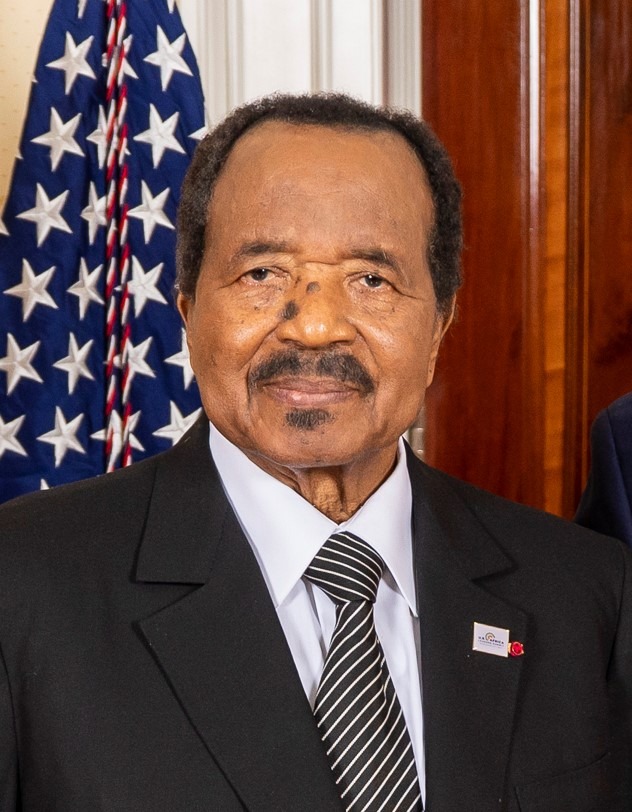
Paul Biya (* 1933)

- Biyagama Acharige, Rajitha Jayawilal (* 1979), sri-lankischer Fußballspieler
- Biyago, Kimitene (* 1975), tschadischer Leichtathlet
- Biyana, Kholosa (* 1994), südafrikanische Fußballspielerin
- Biyarslanov, Arthur (* 1995), kanadischer Boxer
- Biyase, Mansuet Dela (1933–2005), südafrikanischer Bischof von Eshowe

### Biye
- Biyela, Ntsiki (* 1978), südafrikanische Winzerin und Önologin

### Biyi
- Biyiasas, Peter (* 1950), kanadisch-US-amerikanischer Schachmeister
- Bıyık, Oğuzhan (* 1986), deutscher Fußballspieler
- Bıyıklı, Fahrettin (* 1988), türkischer Fußballspieler
- Biyira, Idirisu Mohammed (* 1953), ghanaischer Diplomat

### Biyo
- Biyoghé Mba, Paul (* 1953), gabunischer Politiker, Premierminister
- Biyogo Poko, André (* 1993), gabunischer Fußballspieler
- Biyombo, Bismack (* 1992), kongolesischer Basketballspieler
- Biyouna (* 1952), algerische Schauspielerin, Tänzerin und Sängerin